# Masa (fizyka)
Masa – jedna z podstawowych wielkości fizycznych określająca bezwładność (masa bezwładna) i oddziaływanie grawitacyjne (masa grawitacyjna) obiektów fizycznych. Jest wielkością skalarną. Potocznie rozumiana jako miara ilości materii obiektu fizycznego. W szczególnej teorii względności związana z ilością energii zawartej w obiekcie fizycznym. Najczęściej oznaczana literą m.
W układzie jednostek miar SI podstawową jednostką masy jest kilogram (kg).

## Masa w fizyce klasycznej
W nierelatywistycznej fizyce klasycznej pojęcie masy występuje w dwóch znaczeniach:
- w II zasadzie dynamiki Newtona – masa bezwładna,
- w prawie powszechnego ciążenia – masa grawitacyjna.

Fizyka klasyczna nie uzasadnia, dlaczego te dwie wielkości mają być sobie równe, choć równość taką stwierdzono – por. eksperyment Eötvösa i zasada równoważności.

### Masa bezwładna
Jest miarą bezwładności ciała, to znaczy miarą zmiany prędkości ciała wywołanej działaniem na nie siły. Druga zasada dynamiki Newtona ma postać:
{\displaystyle \mathbf {F} ={\frac {d\mathbf {p} }{dt}}=m\cdot \mathbf {a} ,}
gdzie:
{\displaystyle \mathbf {F} } – wektor siły działającej na ciało,
{\displaystyle \mathbf {p} } – wektor pędu ciała,
{\displaystyle t} – czas,
{\displaystyle m} – masa bezwładna ciała,
{\displaystyle \mathbf {a} } – wektor przyspieszenia.

### Masa grawitacyjna
Jest to wielkość opisująca oddziaływania grawitacyjne dwóch punktowych ciał, występująca w prawie powszechnego ciążenia:
{\displaystyle F=G{\frac {m_{1}m_{2}}{r^{2}}},}
gdzie:
{\displaystyle F} – siła oddziaływania ciał,
{\displaystyle G} – stała grawitacji,
{\displaystyle m_{1},} {\displaystyle m_{2}} – masy oddziałujących ciał,
{\displaystyle r} – odległość ciał.

## Masa w fizyce relatywistycznej
W fizyce relatywistycznej pojęcie masy zależy od teorii, różne określenia i koncepcje masy przedstawiają szczególna teoria względności i ogólna teoria względności.

### Masa spoczynkowa
Wielkością fizyczną charakteryzującą obiekt fizyczny lub układ takich obiektów jest w szczególnej teorii względności masa spoczynkowa, zwana niekiedy po prostu masą. Wielkość ta nie zależy od układu odniesienia (jest niezmiennikiem transformacji Lorentza).
Pomiędzy energią, pędem i masą (spoczynkową) ciała zachodzi związek:
{\displaystyle E^{2}=m^{2}c^{4}+p^{2}c^{2},}
gdzie {\displaystyle m} oznacza masę spoczynkową ciała (oznaczaną także {\displaystyle m_{0}}).
Masa spoczynkowa jest (z dokładnością do czynnika c−1), wartością bezwzględną czterowektora energii – pędu.
Tradycyjne sformułowanie prawa zachowania masy, które odegrało bardzo ważną rolę w rozwoju fizyki i chemii, mówi, że jeżeli układ fizyczny nie wymienia materii (tzn. cząstek o niezerowej masie spoczynkowej) z otoczeniem (czyli jest układem zamkniętym, choć niekoniecznie izolowanym), to masa (spoczynkowa) materii układu uczestniczącej w dowolnym procesie fizycznym lub chemicznym pozostaje stała, a suma mas produktów jest równa sumie mas substratów (masa jest addytywna). Jednak zgodnie z koncepcją równoważności masy i energii (stanowiącą część szczególnej teorii względności Einsteina) wymiana przez układ energii z otoczeniem (układ nieizolowany) powoduje zmianę masy (spoczynkowej) układu, a suma mas spoczynkowych produktów nie jest równa sumie mas spoczynkowych substratów (masa spoczynkowa nie jest addytywna), nawet w układzie izolowanym (nie wymieniającym energii). Masa spoczynkowa układu nieizolowanego nie jest więc zachowana, a nawet w układzie izolowanym nie jest zachowana suma mas spoczynkowych składników układu. Ta zależność staje się bardzo widoczna w reakcjach jądrowych. Natomiast jest zachowana zarówno całkowita masa spoczynkowa układu izolowanego, jak i jego całkowita energia. Jednak, w przeciwieństwie do wartości masy spoczynkowej (niezmiennika relatywistycznego), wartość energii całkowitej zmienia się przy zmianie układu odniesienia (nie jest ona niezmiennikiem).

### Masa relatywistyczna

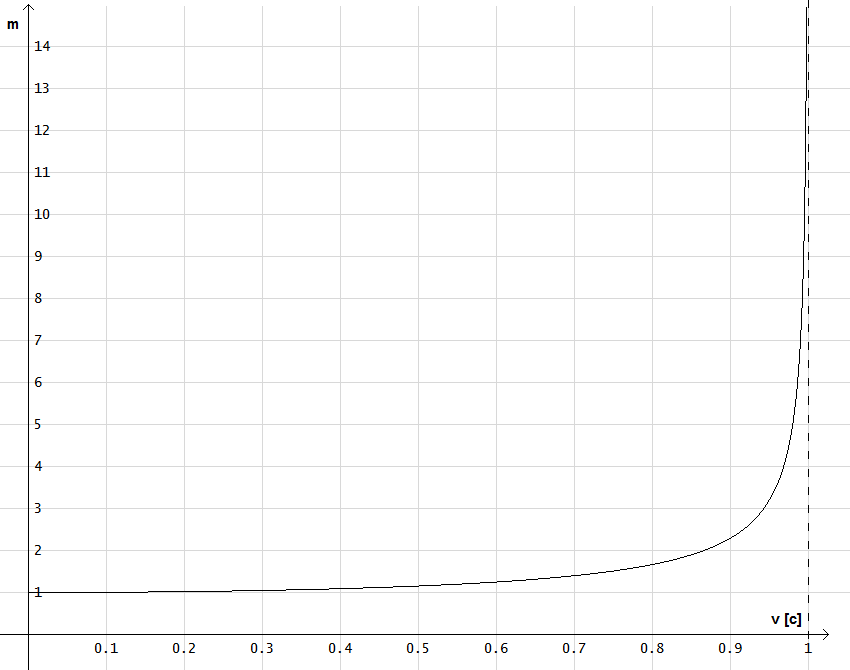
Zależność „masy relatywistycznej” od prędkości (wyrażonej jako część prędkości światła w próżni)

Czasem spotykane jest też pojęcie „masy relatywistycznej” oznaczające całkowitą energię obiektu fizycznego wyrażoną w jednostkach masy:
{\displaystyle m_{r}={\frac {E_{r}}{c^{2}}}.}
Dla obiektów fizycznych o niezerowej masie spoczynkowej (ciał):
{\displaystyle m_{r}={\frac {m}{\sqrt {1-{\frac {v^{2}}{c^{2}}}}}}.}
Masa relatywistyczna poruszającego się ciała rośnie wraz z prędkością (aż do nieskończoności, przy zbliżaniu się prędkości do prędkości światła w próżni).
Fotony o zerowej masie spoczynkowej poruszają się z prędkością światła a ich energia (masa relatywistyczna) zależy od długości fali.
Wprowadzenie pojęcia „masy relatywistycznej” to zabieg dostosowujący nierelatywistyczne (klasyczne) wzory fizyczne do zjawisk zachodzących dla dużych prędkości. Na przykład dzięki użyciu pojęcia masy relatywistycznej w miejsce spoczynkowej, równanie pędu newtonowskiego {\displaystyle p=m_{r}\cdot v} staje się prawdziwe dla dowolnej prędkości, a nie tylko prędkości małych w porównaniu z prędkością światła w próżni. Podobnie:
{\displaystyle \mathbf {F} ={\frac {d(m\mathbf {v} )}{dt}}={\frac {dm}{dt}}\cdot \mathbf {v} +m\cdot {\frac {d\mathbf {v} }{dt}}={\frac {dm}{dt}}\cdot \mathbf {v} +m\cdot \mathbf {a} .}
W powyższym wzorze pierwszy składnik związany jest z relatywistyczną zmianą masy, a drugi składnik jest klasycznym opisem dynamiki.
W mechanice nierelatywistycznej (dla prędkości dużo mniejszych od prędkości światła w próżni) pierwszy składnik się zeruje (jest bardzo bliski zeru) i wzór przyjmuje postać jak w drugiej zasadzie dynamiki Newtona

### Ogólna teoria względności
Według zasady Macha bezwładność materii nie wynika z własności wewnętrznej materii, ale stanowi miarę jej oddziaływania z całym Wszechświatem.
Jednym z postulatów ogólnej teorii względności jest zasada równoważności mówiąca, że nie można rozróżnić spadku swobodnego od ruchu jednostajnego. Z postulatu tego wynika, że masy bezwładna i grawitacyjna są sobie równoważne.

## Masa cząstek elementarnych
We współczesnej fizyce cząstek elementarnych, opartej na kwantowej teorii pola uważa się, że masa nie jest fundamentalną własnością cząstek materii, ale jest nabywana przez oddziaływanie z polem Higgsa.

## Masa w astronomii
Przy opisie odległych obiektów astronomicznych, w szczególności planet pozasłonecznych, często jest podawana masa minimalna. Niezwykle skuteczna metoda badania zmian prędkości radialnej pozwala wyznaczyć jedynie dolne ograniczenie na rzeczywistą masę obiektu, dokładniej:
{\displaystyle m\sin i,}
gdzie {\displaystyle i} jest kątem nachylenia orbity ciała do osi obserwacji. Wielkość tę często nazywa się skrótowo masą, choć nie jest to ścisłe określenie. Wiele spośród odkrytych obiektów może mieć znacznie większą rzeczywistą masę i być brązowymi karłami, a nie planetami.